# Smålands runinskrifter 51
Smålands runinskrifter 51 är en vikingatida runsten av granatamfibolit på Forsheda kyrkogård, Forsheda socken och Värnamo kommun i Småland. 
Stenen är 318 cm hög över marken, och i genomsnitt 85 cm bred och 15 till 20 cm tjock.  Även den mot väster vettande sidan har en slinga inhuggen men utan några runor i. Runorna är 11-13 cm höga. Stenen hittades då gamla kyrkan byggdes om 1866, och restes då på sin nuvarande plats.

## Inskriften
Translitterering av runraden:
tusti × (r)...(i) ...tin × efti(ʀ) kuno × mak × sin × þ... ...---s × ... × uistar- × uar- ...
Normalisering till runsvenska:
Tosti r[æist]i [s]tæin æftiʀ Gunna, mag sinn, ... ... ... vestar[la] var[ð] ...
Översättning till nusvenska:
Toste reste stenen efter Gunne, sin frände, ... västerut blev...